# ミヤマムグラ
ミヤマムグラ（深山葎、学名：Galium paradoxum subsp. franchetianum）は、アカネ科アカネ亜科ヤエムグラ属の軟弱な多年草。

## 特徴
地下茎は横に這う。茎は細く、直立して、高さは10-25cmになり、4稜があり、毛はなく平滑である。葉は下部では小さいものが2個対生し、上部ではふつう4個が輪生し、2個ずつ大きさに大小があり、各輪が隔たって茎につく。輪生する葉は、ときに3個、5個となることがある。葉身は長さ1-3cm、幅5-20mm、卵形または広卵形で、先は鋭頭、基部は円く、長さ4-12mmになる葉柄がある。葉の縁と縁ちかくの表面に短い剛毛が生えるほかは無毛。これらの輪生する葉は、対生する本来の2個の葉と、残りの1-3個の、葉と同形の托葉となる。
花期は7-8月。茎先に短い花序をつけ、少数の花をまばらにつける。花柄はやや太く、長さ1-4mmになり、花後に長さ6-7mmに伸長する。花冠は杯形で、径2-2.5mm、白色で先は4裂し、筒部はない。萼筒は鐘形または楕円球形で、先が鉤状の長い毛が密生する。雄蕊は4個ある。子房は2室に分かれ、各室に1個の胚珠がある。花柱は2裂する。果実は2個の分果からなり、各分果に1個の種子がある。分果は長さ約1.5mmの楕円体をしており、白色の先が鉤状の長い毛が密生する。

## 分布と生育環境
日本では北海道、本州、四国、九州に分布し、深山の林中の樹陰や朽木の周辺などに生育する。種としては、世界では、朝鮮半島、台湾、中国大陸、ヒマラヤ、シベリア東部に分布する。
タイプ標本は、栃木県日光市で採集されたもの。

## 名前の由来
和名ミヤマムグラは「深山葎」の意で、深山に生えるヨツバムグラ類の意味。ムグラ（葎）は、草むら、藪の意味がある。
種小名（種形容語）paradoxum は、パラドックス -「逆説的な」「珍しい」「奇異な」「説明のつかぬ」の意味、亜種名 franchetianum は、フランス人で東亜植物を研究した植物分類学者のアドリアン・ルネ・フランシェへの献名である。

## ギャラリー

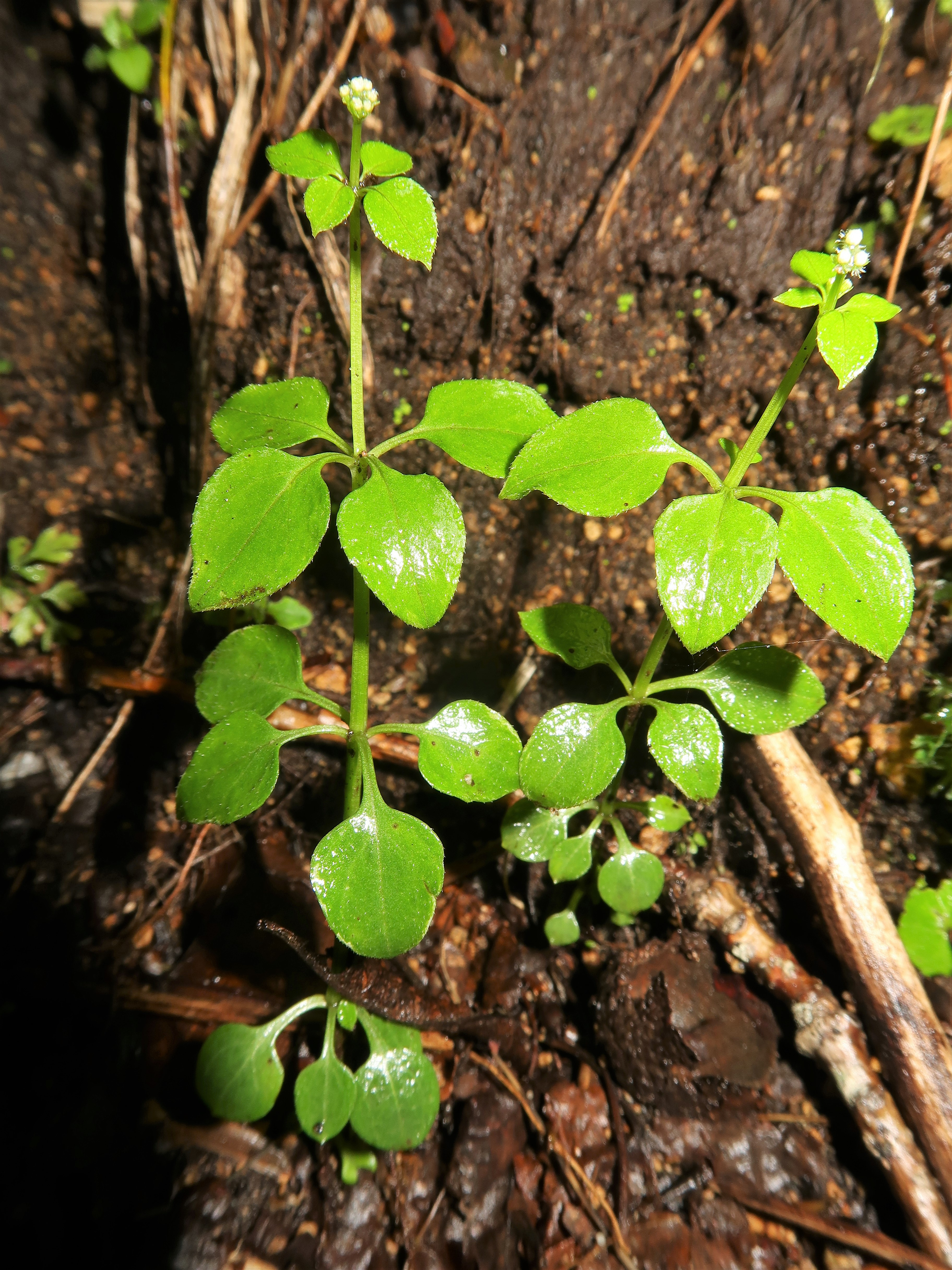
葉は4輪生し、明確な葉柄がある。茎に4稜があるが毛はない。
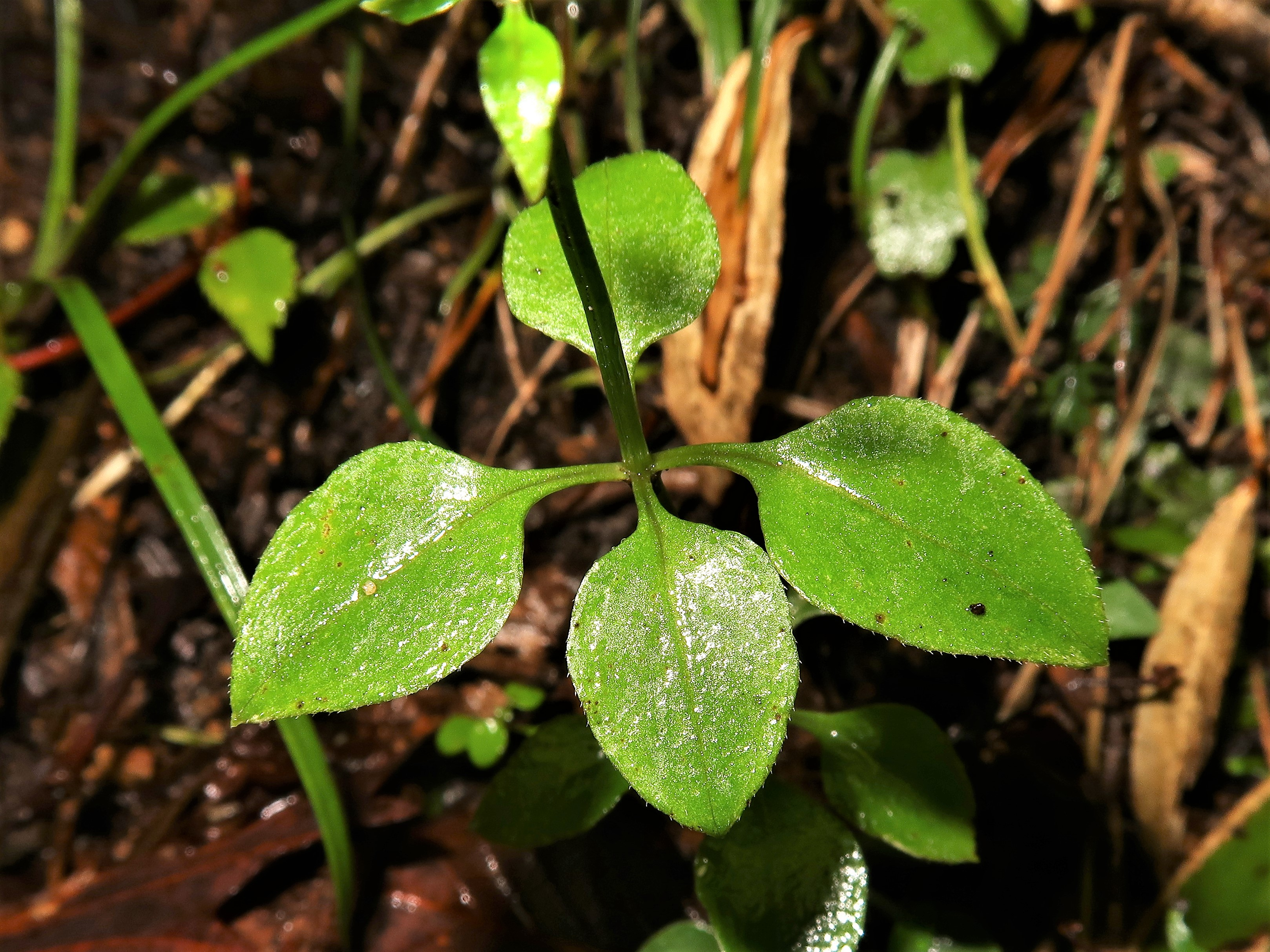
葉先は鋭頭。葉の縁と表面の縁近くに短い剛毛が生える。
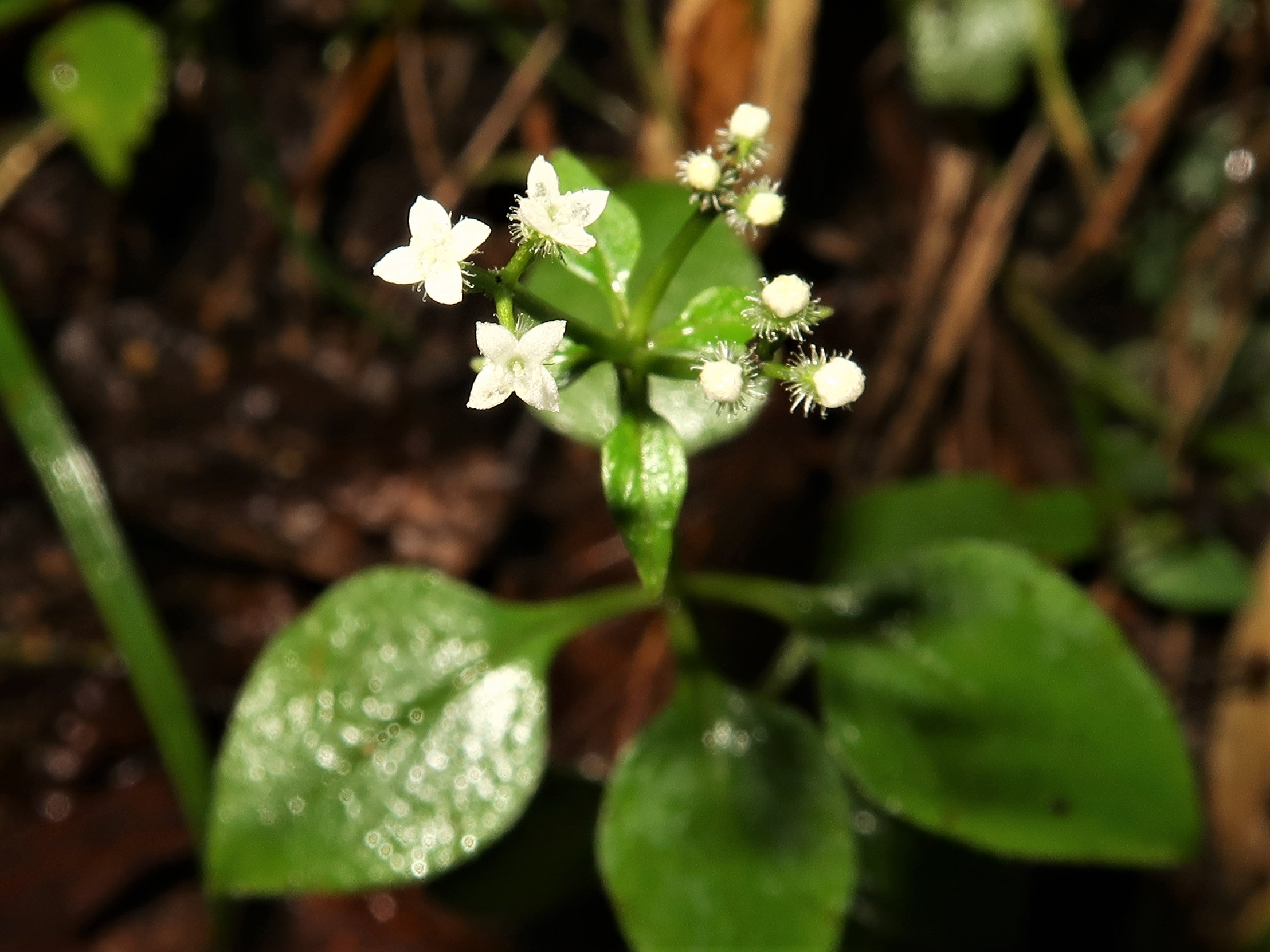
花冠は白色で、杯状に4裂する。萼部に先が鉤状の長い毛が密生する。